# Síndrome do balão

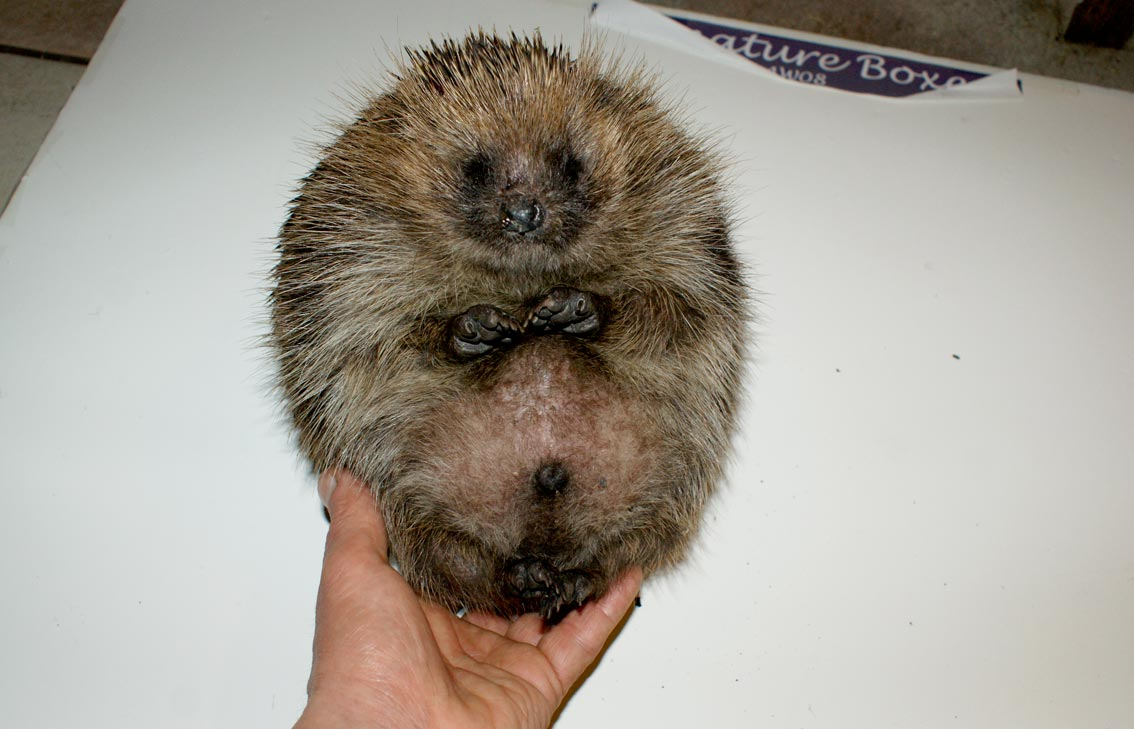
Um ouriço sofrendo da síndrome do balão, antes de ser tratado

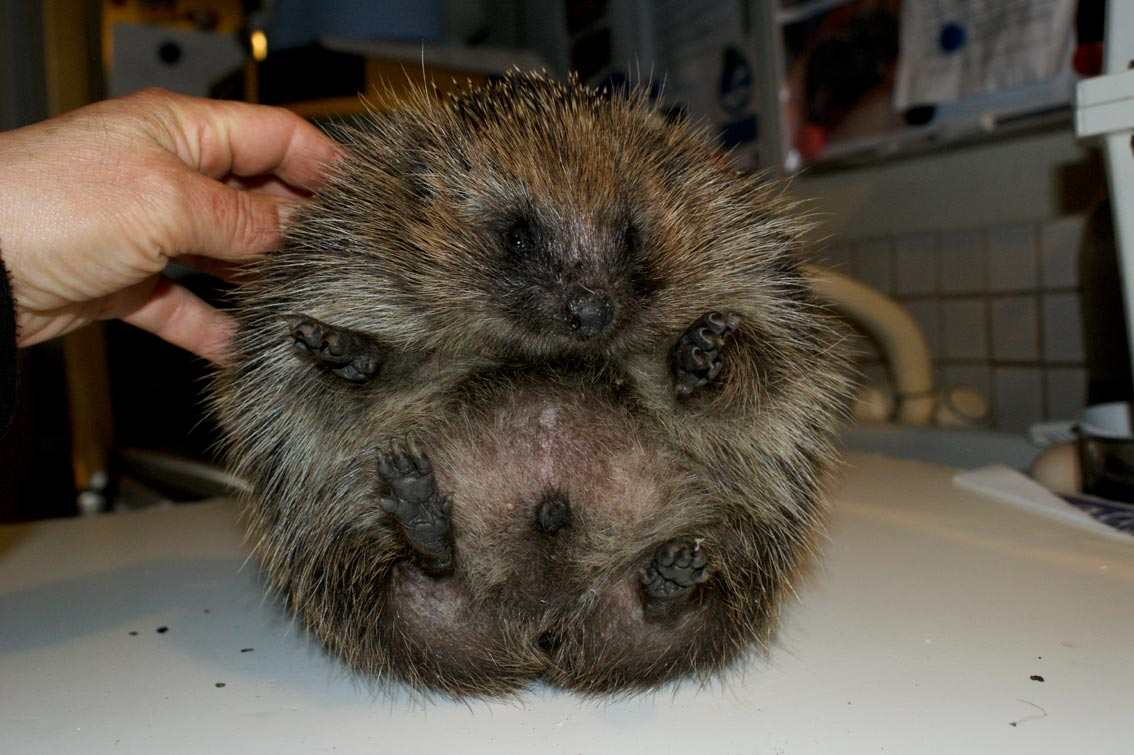
O mesmo animal, ainda antes de ser tratado

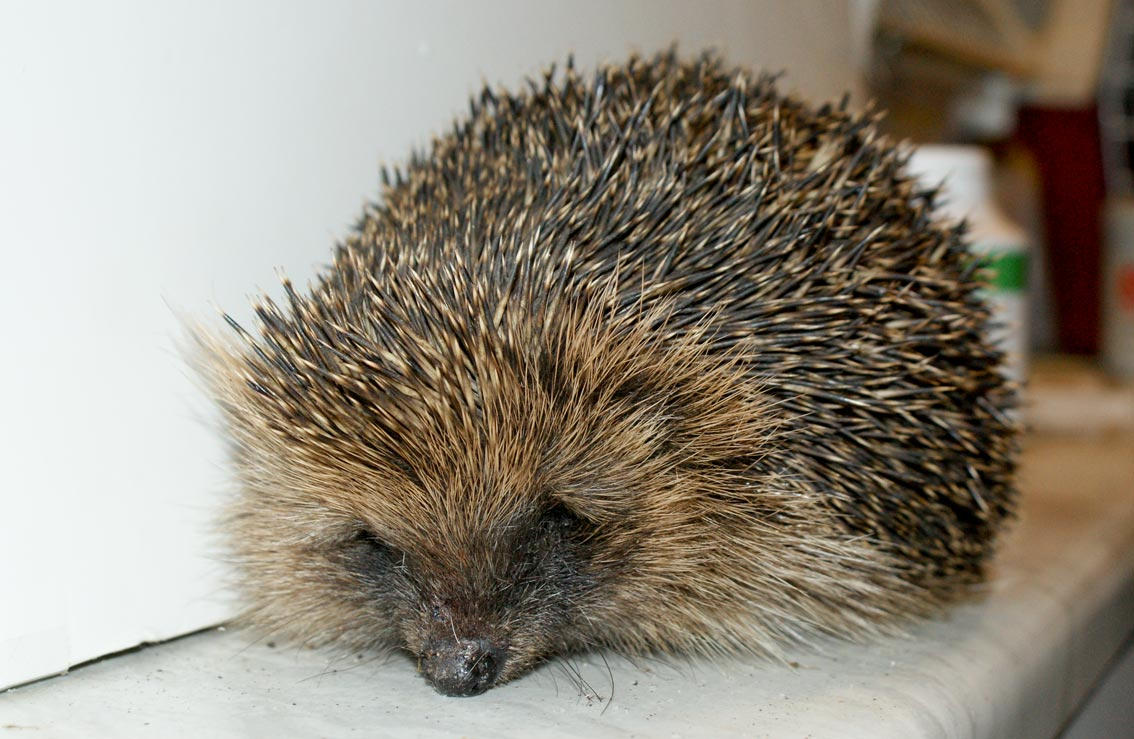
Um ouriço sofrendo da síndrome do balão, após parte do tratamento

"Síndrome do balão" ou "Síndrome do balão do ouriço" é o nome popular para uma síndrome que afeta ouriços, mais formalmente chamada de enfisema subcutâneo generalizado. Caracteriza-se pela acumulação de gases sob a pele do animal, deixando-o inchado de maneira análoga a um balão.

## Sintomas
Um ouriço afetado pela síndrome tem a pele muito inflada e esticada, a ponto de parecer ter até mesmo o dobro do tamanho normal. Sua barriga pode tocar o solo, a ponto de as pernas do animal não serem capazes de alcançar o chão. O ouriço parecerá mais leve do que se esperaria por seu tamanho e, se derem pequenas batidas nos seus espinhos, um ruído oco às vezes pode ser ouvido.

## Causas
As causas podem variar. A doença pode ocorrer por um dano no sistema respiratório do animal, ou devido à produção de gás por um ferimento profundo que tenha infeccionado. Pode ocorrer também de um ferimento permitir a entrada de ar sob a pele.

## Tratamento
O ar deve ser retirado do ouriço, seja com uma seringa, um alargador ou mesmo uma pequena válvula. Pode ser necessário aplicar o procedimento por vários dias. É preciso tomar cuidado para não causar uma infecção. A administração de um antibiótico de amplo espectro, como a amoxicilina, é recomendada.

## Prognóstico
A enfermidade pode se resolver entre três e sete dias. Enquanto ainda houver gás sob a pele do ouriço, o animal pode se coçar mais que usual.